# 韋恩鎮區 (印地安納州亨利縣)
韋恩鎮區（英語：Wayne Township）是位於美國印地安納州亨利縣的一個行政鎮區。

## 地方資料
根據2010年美國人口普查的數據，韋恩鎮區的面積為84.10平方千米，當中陸地面積為83.70平方千米，而水域面積為0.40平方千米。當地共有人口4216人，而人口密度為每平方千米50.13人。